# Clerota parvula
Clerota parvula är en skalbaggsart som beskrevs av Moser 1906. Clerota parvula ingår i släktet Clerota och familjen Cetoniidae. Inga underarter finns listade i Catalogue of Life.